# كاترينا كروبوفا شيشكوفا
كاترينا كروبوفا شيشكوفا مواليد 20 فبراير 1974 في تشيكوسلوفاكيا، هي لاعبة كرة مضرب تشيكية سابقة بدأت مسيرتها كمحترفة سنة 1989، اعتزلت اللعب في 2013. أعلى تصنيف لها في الفردي كان 58. أعلى تصنيف لها في الزوجي كان 104.

## الخط الزمني للأداء
مفتاح
| ف | ن | ن.ن | ر.ن | د# | د.م | ل | أ.أ | ت | غ | ب | ف | ذ | م.خ | ل.ت |

(ف) فاز بالبطولة (ن) وصل النهائي (ن.ن) نصف النهائي (ر.ن) ربع النهائي (د#) الأدوار الأربعة الأولى (د.م) دور المجموعات (ل) شارك في كأس ديفيز (أ.أ) خرج من الأدوار الاولى (ت) خسر التصفيات التأهيلية (غ) غاب عن الحدث أو البطولة (ب) حصل على ميدالية برونزية (ف) حصل على ميدالية فضية (ذ) حصل على ميدالية ذهبية (م.خ) بطولة الماسترز خُفضت إلى مرتبة أقل (ل.ت) البطولة لم تعقد في السنة المعينة.
لتجنب الارتباك وازدواجية الحساب، يتم تحديث هذه المعلومات إما في نهاية البطولة، أو عندما تكون مشاركة اللاعب في البطولة قد انتهت.

### الفردي
| الدورة            | 1992 | 1993 | 1994 | 1995 | ف-خ |
| ----------------- | ---- | ---- | ---- | ---- | --- |
| أستراليا المفتوحة | غ    | غ    | غ    | د1   | 0–1 |
| فرنسا المفتوحة    | غ    | د3   | د1   | ت1   | 2–2 |
| بطولة ويمبلدون    | د1   | د2   | غ    | غ    | 1–2 |
| أمريكا المفتوحة   | د1   | د1   | غ    | غ    | 0–2 |
| فوز-خسارة         | 0–2  | 3–3  | 0–1  | 0–1  | 3–7 |

## روابط خارجية
- كاترينا كروبوفا شيشكوفا على موقع رابطة محترفات التنس (الإنجليزية)
- كاترينا كروبوفا شيشكوفا على موقع الاتحاد الدولي لكرة المضرب (الإنجليزية)
- كاترينا كروبوفا شيشكوفا على موقع الاتحاد الدولي لكرة المضرب (الإنجليزية)
- كاترينا كروبوفا شيشكوفا على موقع خلاصة التنس.كوم (الإنجليزية)